# Desfiladero de las Xanas

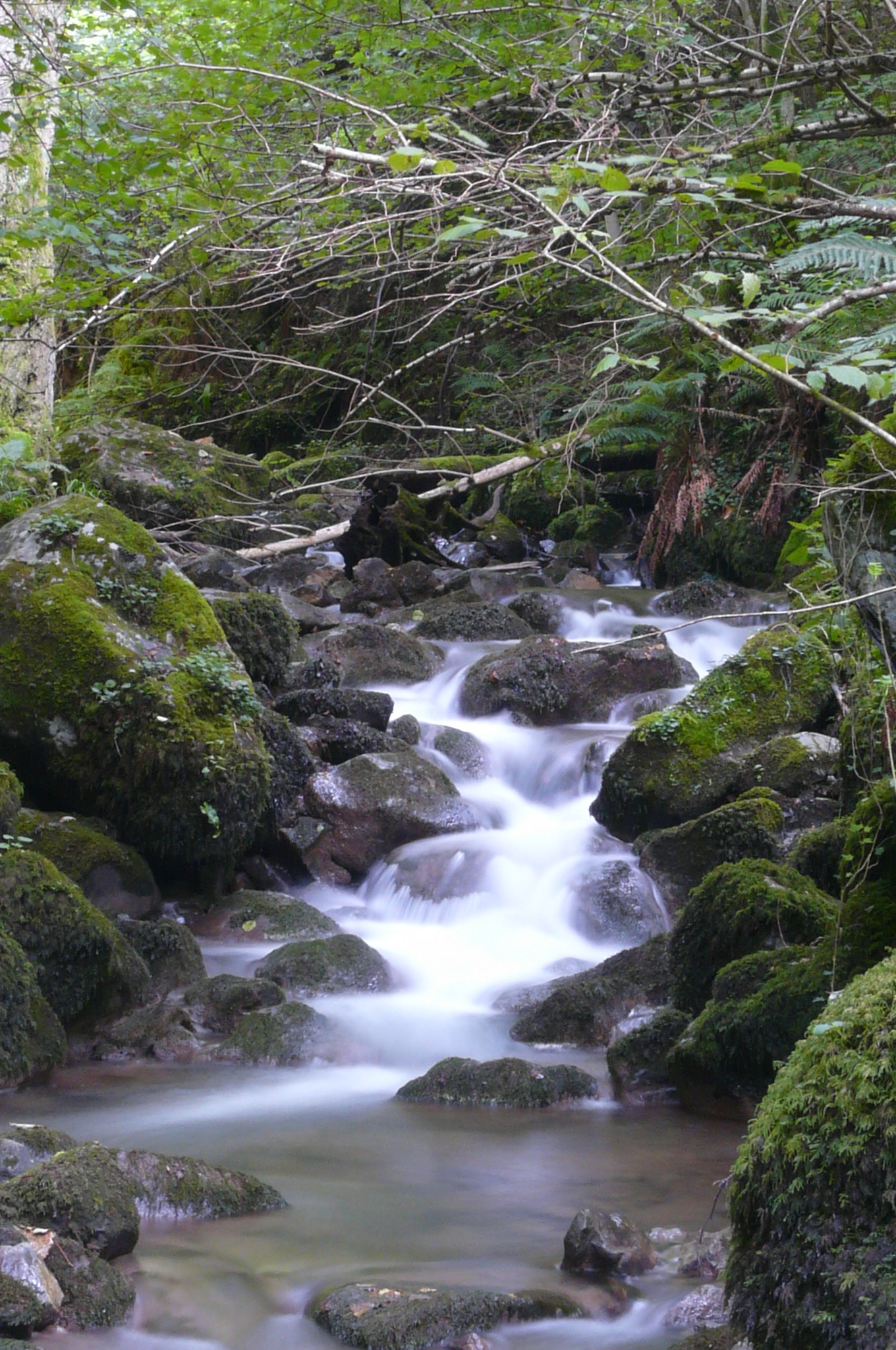
El arroyo de Las Xanes.

El Desfiladero de las Xanas, de Caballada o de las Brujas, recibe el nombre de Xanas en honor a las ninfas de la mitología astur-leonesa, se encuentra geográficamente entre los concejos de Santo Adriano, Quirós y Proaza, comunidad autónoma de Asturias. Es el sendero de Pequeño Recorrido PR-AS 187, que entre los excursionistas locales el desfiladero es conocido y se le denomina pequeño Cares en honor de la ruta del Cares. Parte del área recreativa El Molín de las Xanas y termina en la ermita de San Antonio, volviendo por la ruta de Valdolayés, en un circuito circular.

## Descripción
Este desfiladero de la cordillera Cantábrica del norte asturiano llega a alcanzar una profundidad de hasta 80-90 metros de caída hasta el río, y tiene una longitud de alrededor de dos kilómetros de garganta tallados en la cara Oeste de los montes de la Sierra del Aramo por el arroyo Viescas o de las Xanas que se dirige en su descenso en una sucesión de estratos calizos hasta desembocar en el río Trubia. 
Gran parte del paseo peatonal de unos 9 km, de baja dificultad, discurre por la margen derecha del río, excavado en la roca vertical a media ladera en la montaña, bordeando varios cortados con una altitud considerable. Se recorre de oeste a este, mediante un sendero encañonado, dominado por un perfil rocoso en cuyo lecho yermo crecen madroños, encinas y tejos, que avanza por una sinuosa y estrecha vía que atraviesa varios puentes de madera y túneles tallados en la roca caliza, no superando en la mayoría de su trayecto los dos metros de ancho. 
Esta pista pedregosa fue inicialmente por dónde se tenía el propósito de construir una carretera que sacara del aislamiento a los pueblos de Pedroveya, Rebollada y Dosango y los comunicara con el valle principal, el que recorre el río Trubia, muy bien comunicado con Oviedo, Gijón y el centro de Asturias en general. 

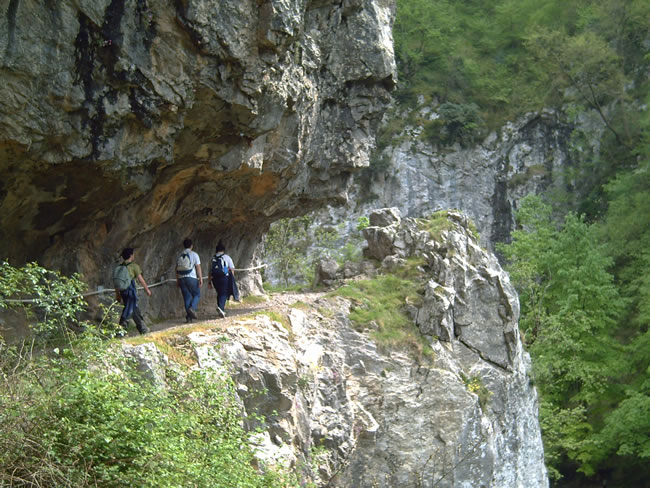
Ruta en el desfiladero de Les Xanes.

## Ecosistema
El ecosistema de la zona es rico en vegetación, cabe destacar al otro lado del arroyo, el bosque con concentraciones de avellanos, fresnos, tilos, arces, robles, hayas y olmos, que envuelve a la senda en su transcurrir por el desfiladero. Dentro de la fauna tiene entre sus inquilinos a la nutria palártica (Lutra lutra), y al desmán ibérico, lo cual es indicativo del buen estado de las aguas, entre las aves tienen presencia permanente, el águila real (Aquila chrysaetos), el alimoche (Neophron pernocterus), el azor (Accipiter gentilis), el halcón peregrino (Falco peregrinus) y varias especies de murciélagos, así como aves de ribera.
El entorno fue declarado monumento natural del Principado de Asturias en abril de 2002, junto con doscientas hectáreas en torno al arroyo Viescas o de las Xanas. El enclave en general reúne un gran interés natural, geológico y geomorfológico que ha aconsejado su inclusión en el Inventario de Puntos de Interés Geológico de Asturias.